# 전창범
전창범(全昌範, 1953년 1월 19일 ~ )은 대한민국의 정치인이다. 제33·34·35대 강원도 양구군수이다.

## 학력
- 양구초등학교
- 양구중학교
- 양구고등학교
- 한국방송통신대학교 법학 학사

## 경력
- 1971.7: 강원도 양구군 양구면 임용 발령
- 1987.7: 행정사무관(5급) 승진
- 1988: 강원도 양구군 문화공보실 실장
- 1993.5: 강원도 춘천시 예술회관 관장
- 1996.3: 강원도 양구군 내무과 과장
- 1996.9: 지방서기관(4급) 승진(기획감사실장)
- 1998.2: 강원도 전출
- 강원동계아시아경기대회 조직위원회
- 2000: 강원도의회 산업경제전문위원
- 2001: 강원도 건설도시국 지역계획과 과장
- 강원도 자치행정국 지역지원과 과장
- 2003: 강원도 자치행정국 자치행정과 과장
- 2003 : 강원도 국제스포츠단 단장
- 강원도 국제스포츠위원회 국제스포츠 지원단장
- 2005: 강원도 양구군 부군수
- 2006.7 ~ 2018.6: 제33~35대 민선 4~6기 강원도 양구군수(3선, 새누리당)
- 2011.11 ~ 2018.10: 제6대 한국실업역도연맹 회장

## 역대 선거 결과
|  | 51.41% |

|  | 0% |

|  | 51.94% |

| 전임 임경순 | 제33·34·35대 강원도 양구군수(민선) 2006년 7월 1일 ~ 2018년 6월 30일 | 후임 조인묵 |